# Jörg Abbing
Jörg Abbing (* 1969 in Duisburg) ist ein deutscher Organist und Musikwissenschaftler.

## Lebenslauf
Jörg Abbing studierte evangelische Kirchenmusik, Orgel, Musikwissenschaft, Kunstgeschichte und Germanistik in Düsseldorf und Saarbrücken. Zu seinen wichtigsten Lehrern zählten Almut Rößler und Volker Hempfling. Er ergänzte seine Ausbildung durch Privatstudien bei André Isoir, Gaston Litaize und Naji Hakim. 1994 erhielt er sein A-Examen in Kirchenmusik, 1996 sein Konzertexamen in Orgel. An der Universität des Saarlandes wurde er mit einer Arbeit über die Orgelwerke von Maurice Duruflé promoviert. Seit 1995 ist Jörg Abbing Kantor und Organist an der Stiftskirche St. Arnual in Saarbrücken und hat Lehraufträge an der Universität des Saarlandes und am Kirchenmusikalischen Institut des Bistums Speyer (Klavier und Orgel) inne. Seit 2011 bekleidet er eine Professur für Schulpraktisches Klavierspiel und Klavierimprovisation an der Hochschule für Musik Saar in Saarbrücken.
Am 1. April 2020 wurde Abbing zum Prorektor ernannt.

## Veröffentlichungen

### Schriften
- Maurice Duruflé: Aspekte zu Leben und Werk. Verlag Peter Ewers, Paderborn 2002.
- Jean Guillou: Colloques. St. Augustin: Butz, 2006.
- „... es blüht hinter uns her“. Festschrift für Almut Rößler. Köln: Dohr, 2007.
- Die Orgelwerke Maurice Duruflés. Berlin: Verlag dissertation.de, 2008.
- Die Rhetorik des Feuers. Festschrift Jean Guillou. Bonn: Dr. J. Butz Musikverlag, 2010.

### Kompositionen
- Dedication für sechsstimmigen Chor a cappella, Text: E. E. Cummings, Edition Sonox, Braunschweig 2001 OCLC 724541035
- Messe brève für vierstimmigen Chor a cappella, Braunschweig, 2002

### Tondokumente
- Orgelmusik aus der Stiftskirche St. Arnual. Saarbrücken: Evangelische Kirchengemeinde St. Arnual, 1995. 1 CD.
- Symphonische Orgelimprovisationen. Saarbrücken: IFO Records, 1998. 1 CD.
- Orgelmusik unserer Zeit II. Mainz: Are-Verlag, 1999. 1 CD.
- Mahler im Dom zu Schwerin. Phillip Langshaw (Bass-Bariton), Jörg Abbing (Orgel); SICUS Klassik, 2001. 1 CD.
- Orgelmusik unserer Zeit III. Mainz: Are-Verlag, 2002. 1 CD.
- Olivier Messiaen: Livre du Saint Sacrement. Saarbrücken: IFO Records, 2000. 2 CDs.
- Orgelmusik zur Weihnacht. Saarbrücken: IFO Records, 2005. 1 CD.